# Модель желе
Модель желе, модель джелію — модель однорідного електронного газу, в якій додатний заряд іонів вважається однорідно розмитим в просторі. Електрони можуть взаємодіяти між собою, але їхня густина теж однорідна в просторі. В квантовій механіці таке наближення дозволяє зосередитися на властивостях міжелектронної взаємодії та квантових ефектах, властивих електронному газу, абстрагувавшись від реальної кристалічної ґратки. У фізиці твердого тіла це найпростіша модель, що дозволяє описати такі явища як екранування, плазмони, кристал Вігнера та осциляції Фріделя.
При абсолютному нулі температури властивості желе залежать тільки від сталої електронної густини. Це дозволяї вивчати електронний газ методом функціоналу густини. Цей формалізм обґрунтовує застосування наближення локальної густини для врахування обмінно-кореляційних внесків  у функціонал енергії.
Термін джелій англійською мовою звучить jellium. Його запропонував Коньєр Геррінг, маючи на увазі тло у вигляді позитивного желе та металеву поведінку електронного газу, звідси характерне для металів закінчення -ium.

## Гамільтоніан
Модель джелію акуратно враховує міжелектронну взаємодію. Штучне безструктурне позитивно заряджене тло електростатично взаємодіє з собою та з електронами. Гамільтоніан джелію для N електронів у об'ємі Ω, з електронною густиною  ρ(r) та (сталої) густини заряду тла   n(R) = N/Ω записується
{\displaystyle {\hat {H}}={\hat {H}}_{\mathrm {el} }+{\hat {H}}_{\mathrm {back} }+{\hat {H}}_{\mathrm {el-back} },\,}
де
- Hel — електронний гамільтоніан, що складається з кінетичної енергії та енергії відштовхування між електронами:

{\displaystyle {\hat {H}}_{\mathrm {el} }=\sum _{i=1}^{N}{\frac {p_{i}^{2}}{2m}}+\sum _{i<j}^{N}{\frac {e^{2}}{|\mathbf {r} _{i}-\mathbf {r} _{j}|}}}
- Hback — гамьтоніан додатньо зарядженого тла, яке взаємодіє електростатично саме з собою:

{\displaystyle {\hat {H}}_{\mathrm {back} }={\frac {e^{2}}{2}}\int _{\Omega }\mathrm {d} \mathbf {R} \int _{\Omega }\mathrm {d} \mathbf {R} '\ {\frac {n(\mathbf {R} )n(\mathbf {R} ')}{|\mathbf {R} -\mathbf {R} '|}}={\frac {e^{2}}{2}}\left({\frac {N}{\Omega }}\right)^{2}\int _{\Omega }\mathrm {d} \mathbf {R} \int _{\Omega }\mathrm {d} \mathbf {R} '\ {\frac {1}{|\mathbf {R} -\mathbf {R} '|}}}
- Hel-back — гамільтоніан взаємодії між електронами та тлом, теж електростатичної:

{\displaystyle {\hat {H}}_{\mathrm {el-back} }=\int _{\Omega }\mathrm {d} \mathbf {r} \int _{\Omega }\mathrm {d} \mathbf {R} \ {\frac {\rho (\mathbf {r} )n(\mathbf {R} )}{|\mathbf {r} -\mathbf {R} |}}=-e^{2}{\frac {N}{\Omega }}\sum _{i=1}^{N}\int _{\Omega }\mathrm {d} \mathbf {R} \ {\frac {1}{|\mathbf {r} _{i}-\mathbf {R} |}}}
Hback сталий для заданої системи, він розбігається для нескінченого об'єму так само як Hel-back, Ці розбіжності компенсують одна одну: електростатичні енергії взаємодії тла з собою та електронами взаємно знищуються, і в системі домінує кінетична енергія та міжелектронна взаємодія. Надалі аналіз проводять у Фур'є-просторі: ті члени гамільтоніану, що залишаються  відповідають розкладу в ряд Фур'є міжелектронної взаємодії з  q ≠ 0.

## Внески у повну енергію
Традиційно вивчення електронного газу починають, нехтуючи міжелектронною взажмодією, з кінетичної енергії, що визначається моделлю вільних електронів, Кінетична енергія на електрон задається  формулою:  
{\displaystyle KE={\frac {3}{5}}E_{F}={\frac {3}{5}}{\frac {\hbar ^{2}k_{F}^{2}}{2m_{e}}}={\frac {2.21}{r_{s}^{2}}}{\textrm {Ryd}}}
де {\displaystyle E_{F}} — енергія Фермі, {\displaystyle k_{F}} — хвильвий вектор на поверхні Фермі, а останній вираз демонструє залежність від радіуса Вігнера-Зейца {\displaystyle r_{s}}, енергія вимірюється в Рідбергах.
Можна здогадатися без особливих зусиль, що електрон-електронна взаємодія масштабується обернено пропорційно до середньої відстані між електронами, як {\displaystyle 1/r_{12}} (оскільки потенціальна енергія кулонівської взаємодії обернено пропорційна відстані між зарядами) 
тож, якщо вважати міжелектронну взаємодію лише незначною поправкою до кінетичної енергії, то це відповідатиме малим  {\displaystyle r_{s}} (бо тоді {\displaystyle 1/r_{s}^{2}} буде більше ніж {\displaystyle 1/r_{s}})  і, як наслідок, високій густині електронів. На жаль, реальні метали мають типове значення {\displaystyle r_{s}} між  2 та 5, що вимагає серйозного перегляду цієї картини.
Перша поправка до моделі вільних електронів для джелію надходить  Фокового обміного внеску в міжелектронну взаємодію.  Дописавши її, повна енергія буде
{\displaystyle E={\frac {2.21}{r_{s}^{2}}}-{\frac {0.916}{r_{s}}}}
де від'ємний член виникає завдяки обміну: обмінна взаємодія зменшує повну енергію.  Поправки вищих порядків зв'язані з електронними кореляціями. В розкладі в ряд по малих  {\displaystyle r_{s}}, виходить
{\displaystyle E={\frac {2.21}{r_{s}^{2}}}-{\frac {0.916}{r_{s}}}+0.0622\ln(r_{s})-0.096+O(r_{s})}
Ряд доволі точний для малих  {\displaystyle r_{s}}, але дає сумнівні результати для  {\displaystyle r_{s}}, властивих реальним металам.
В усьому діапазоні зміни {\displaystyle r_{s}} можна використати густину кореляційної енергії Чачійо. Тоді
{\displaystyle E={\frac {2.21}{r_{s}^{2}}}-{\frac {0.916}{r_{s}}}+a\ln \left(1+{\frac {b}{r_{s}}}+{\frac {b}{r_{s}^{2}}}\right)}
непоганго узгоджується (на рівні міліГартрі) з розрахунками, виконаними методом Монте-Карло.

## Фазова діаграма двовимірного та тривимірного джелію при нульовій температурі
Фізика поведінки джелію при нульовій температурі визначається конкуренцією між кінетичною енергією електронів та міжелектроною взаємодією. 
Оператор кінетичної енергії в гамільтоніані масштабується як {\displaystyle 1/r_{s}^{2}}, де {\displaystyle r_{s}} — радіус Вігнера-Зейца, а оперетор міжелектронної взаємодії масштабується як {\displaystyle 1/r_{s}}. Тому кінетична енергія домінує при високій густині (малі {\displaystyle r_{s}}), а міжелектронна взаємодія домінує при низькій густині (великих {\displaystyle r_{s}}).
Випадок високої густини, в якому електрони майже не взаємодіють, найбільше нагадує вільний електронний газ. Одноелектронні стани мають найменшу енергію тоді, коли вони делокалізовані проскі хвилі, а найнижчі рівні зайняті двома електронами зі спіном униз та спіном угору, утворюючи парамагнітну рідину Фермі.
При малих густинах, де більше значення має взаємодія між електронами, електронному газу енергетично вигідно поляризуватися щодо спіну, тобто мати неодинакову кількість електронів зі спіном угору та спіном униз.  Як наслідок утворюється феромагнітна рідина Фермі. Це явище отримало назву 
мандрівного феромагнетизму.  При досить малій густині програш у кінетичній енергії за рахунок тогго, що дооводиться займати стани з вищим імпульсом із лишком компенсується зменшенням енергії взаємодії, оскільки обмінні процеси утримують нерозрізнимі електрони на відстані один від одного.
Зменшення енергії взаємодії між електронами можливо також при локалізації електронних орбіталей. Як наслідок, при нульовій температурі в джеліумі виникає періодична структура, що отримала назву вігнерівського кристалу, у якому одноелектронні орбіталі мають приблизно гаусову форму із центрами у вузлах ґратки.  Якщо вігнерів кристал утворився, то в принципі можливі й інші фазові переходи зі зміною кристалічної структури, а також із переходом від антиферомагнетизму до феромагнетизму. У кристалі Вігнера джелій має заборонену зону.
Розрахунки методом Гатрі-Фока показують, що феромагнітна рідина раптово стає стабільнішою, ніж парамагнітка при параметрів густини  {\displaystyle r_{s}=5.45} у тривимірному випадку (3D) та {\displaystyle 2.01} у двовимірному (2D). Однак, за тими ж розрахунками методом Гартрі-Фока кристали Вігнера утворюються при  {\displaystyle r_{s}=4.5} у 3D та {\displaystyle 1.44} у 2D, тож джеліум кристалізується швидше ніж перейде в феромагнітний стан. 
Більш того, теорія Гартрі-Фока передбачає екзотичну магнітну поведінку: нестійкість парамагнітної рідини щодо утворення спіральних хвиль спінової густини. Недолік теорії Гартрі-Фока в тому, що вона втрачає кореляційні ефект, що енергетично важливі при будь-яких густинах, окрім найвищих, тож для кількісного опису фазової діаграми джелію потрібен точніший теоретичний підхід.
Методи квантового Монте-Карло (QMC), які враховують точно електрон-електронні кореляції, вважаються найточнішими щодо кількісного розрахунку фазової діаграми джелію при нульовій температурі. Першим застовуванням дифузійного Монте-Карло були знамениті розрахунки фазової діаграми тривимірногог  джелію при нульовій температурі Сеперлі та Олдера 1980 року. За їхніми розрахунками фазовий перехід парамагнетик—феромагнетик відбувається при {\displaystyle r_{s}=75(5)}, а утворення вігнерового кристалу  (з об'ємно центрованою ґраткою) при {\displaystyle r_{s}=100(20)}.  Нові розрахунки методом QMC уточнили фазову діаграму: існує фазовий перехід другого роду з фази парамагнітної рідини в частоково спін-поляризовану рідину з {\displaystyle r_{s}=50(2)} до приблизно {\displaystyle 100}; а кристал Вігнера утворюється при {\displaystyle r_{s}=106(1)}.
У двовимірній системі розрахунки методом квантового Монте-Карло вказують, що перехід від парамагнітної рідини до феромагтнітної рідини  та утворення кристалу Вігнера відбуваються приблизно при одному значенні параметра, що лежить у діапазоні  {\displaystyle 30<r_{s}<40}. Найновіші розрахунки свідчать, що феромагнітна фаза не має області стабільності. Замість неї при {\displaystyle r_{s}=31(1)} відбувається  перехід від парамагнітної рідини до гексагонального кристалу Вігнера. Можливо, існує невеличка область антиферомагнітного кристалу Вігнера, що предує подальшому переходу до феромагнітного кристалу.  Кристалізація в двовимірній системі не є переходом першого порядку, тож повинна існувати послідовність переходів від рідини до кристалу. Експериментальні результати для двовимірного газу дірок в гетероструктурі GaAs/AlGaAs  (яка, попри високу чистоту, може не повністю відповідати ідеалізоаній моделі джелію) свідчать про утворення кристалу Вігнера при {\displaystyle r_{s}=35.1(9)}.

## Застосування
Джелій — найпростіша модель електронів, що взаємодіють між собою. Її використовують у розрахунках властивостей металу, де електрони остовів та ядра моделюються як однорідне позитивно заряджене тло  і тільки валентні електрони розглядаються якомога точніше. 
Напівнескінченний джелій використовується для моделювання поверхневих властивостей, таких як робота виходу, та поверхневих явищ на зразок адсорібції. поблизу поверхні електронна густина змінюється періодично, ці коливання згасають в об'ємі.
У рамках функціоналу густини джелій використовують для побудови наближення локальної густини, яке в свою чергу є складовою складніших обмінно-кореляційних функціоналів.   З розрахунків джелію методом квантового Монте-Карло, для кількох значень електронної густини отримано точні значення густини кореляційної енергії. Їх використовують для побудови напівемпіричного кореляційного функціоналу.

## Виноски
1. ↑  Hughes, R. I. G. (2006). Theoretical Practice: the Bohm-Pines Quartet (PDF). Perspectives on Science. 14 (4): 457—524. doi:10.1162/posc.2006.14.4.457.
2. ↑  Gross, E. K. U.; Runge, E.; Heinonen, O. (1991). Many-Particle Theory. Bristol: Verlag Adam Hilger. с. 79–80. ISBN 0-7503-0155-4.
3. ↑  Giuliani, Gabriele; Vignale; Giovanni (2005). Quantum Theory of the Electron Liquid. Cambridge University Press. с. 13–16. ISBN 978-0-521-82112-4.
4. ↑  Teepanis Chachiyo (2016). Simple and accurate uniform electron gas correlation energy for the full range of densities. J. Chem. Phys. 145 (2): 021101. doi:10.1063/1.4958669.
5. ↑  Giuliani, Gabriele; Vignale; Giovanni (2005). Quantum Theory of the Electron Liquid. Cambridge University Press. ISBN 978-0-521-82112-4.
6. ↑  J. R. Trail; M. D. Towler; R. J. Needs (2003). Unrestricted Hartree-Fock theory of Wigner crystals. Phys. Rev. B. 68: 045107. arXiv:0909.5498. Bibcode:2003PhRvB..68d5107T. doi:10.1103/PhysRevB.68.045107.
7. ↑  A. W. Overhauser (1960). Giant Spin Density Waves. Phys. Rev. Lett. 4: 462. Bibcode:1960PhRvL...4..462O. doi:10.1103/PhysRevLett.4.462.
8. ↑  A. W. Overhauser (1962). Spin Density Waves in an Electron Gas. Phys. Rev. 128: 1437. Bibcode:1962PhRv..128.1437O. doi:10.1103/PhysRev.128.1437.
9. ↑  D. M. Ceperley; B. J. Alder (1980). Ground State of the Electron Gas by a Stochastic Method. Phys. Rev. Lett. 45: 566. Bibcode:1980PhRvL..45..566C. doi:10.1103/PhysRevLett.45.566.
10. ↑  F. H. Zong; C. Lin; D. M. Ceperley (2002). Spin polarization of the low-density three-dimensional electron gas. Phys. Rev. E. 66: 036703. arXiv:cond-mat/0205339. Bibcode:2002PhRvE..66c6703Z. doi:10.1103/PhysRevE.66.036703.
11. ↑  N. D. Drummond; Z. Radnai; J. R. Trail; M. D. Towler; R. J. Needs (2004). Diffusion quantum Monte Carlo study of three-dimensional Wigner crystals. Phys. Rev. B. 69: 085116. arXiv:0801.0377. Bibcode:2004PhRvB..69h5116D. doi:10.1103/PhysRevB.69.085116.
12. ↑  B. Tanatar; D. M. Ceperley (1989). Ground state of the two-dimensional electron gas. Phys. Rev. B. 39: 5005. Bibcode:1989PhRvB..39.5005T. doi:10.1103/PhysRevB.39.5005.
13. ↑  F. Rapisarda; G. Senatore (1996). Diffusion Monte Carlo Study of Electrons in Two-dimensional Layers. Aust. J. Phys. 49: 161. Bibcode:1996AuJPh..49..161R. doi:10.1071/PH960161.
14. ↑  N. D. Drummond; R. J. Needs (2009). Phase Diagram of the Low-Density Two-Dimensional Homogeneous Electron Gas. Phys. Rev. Lett. 102: 126402. arXiv:1002.2101. Bibcode:2009PhRvL.102l6402D. doi:10.1103/PhysRevLett.102.126402. PMID 19392300.
15. ↑  B. Spivak; S. A. Kivelson (2004). Phases intermediate between a two-dimensional electron liquid and Wigner crystal. Phys. Rev. B. 70: 155114. Bibcode:2004PhRvB..70o5114S. doi:10.1103/PhysRevB.70.155114.
16. ↑  J. Yoon; C. C. Li; D. Shahar; D. C. Tsui; M. Shayegan (1999). Wigner Crystallization and Metal-Insulator Transition of Two-Dimensional Holes in GaAs at {\displaystyle B=0}. Phys. Rev. Lett. 82: 1744. arXiv:cond-mat/9807235. Bibcode:1999PhRvL..82.1744Y. doi:10.1103/PhysRevLett.82.1744.
17. ↑  Lang, N. D. (1969). Self-consistent properties of the electron distribution at a metal surface. Solid State Commun. 7 (15): 1047—1050. Bibcode:1969SSCom...7.1047L. doi:10.1016/0038-1098(69)90467-0.
18. ↑  Lang, N. D.; Kohn, W. (1970). Theory of Metal Surfaces: Work Function. Phys. Rev. B. 3 (4): 1215—223. Bibcode:1971PhRvB...3.1215L. doi:10.1103/PhysRevB.3.1215.
19. ↑  Lang, N. D.; Kohn, W. (1973). Surface-Dipole Barriers in Simple Metals. Phys. Rev. B. 8 (12): 6010—6012. Bibcode:1973PhRvB...8.6010L. doi:10.1103/PhysRevB.8.6010.
20. ↑  D. M. Ceperley; B. J. Alder (1980). Ground State of the Electron Gas by a Stochastic Method. Phys. Rev. Lett. 45 (7): 566—569. Bibcode:1980PhRvL..45..566C. doi:10.1103/PhysRevLett.45.566.
21. ↑  Perdew, J. P.; McMullen, E. R.; Zunger, Alex (1981). Density-functional theory of the correlation energy in atoms and ions: A simple analytic model and a challenge. Phys. Rev. A. 23 (6): 2785—2789. Bibcode:1981PhRvA..23.2785P. doi:10.1103/PhysRevA.23.2785.